# Anders Wallner
Nils Anders Wallner, född den 31 maj 1983 i Bergsjö, Hälsingland, är en svensk miljöpartistisk politiker bosatt i Stockholm. Han var partiets partisekreterare från 2011 till 2016.
2007 var han presschef för Stockholm Pride.

## Miljöpartiet
Anders Wallner har haft flera förtroendeposter inom Miljöpartiet, bland annat som kommunalpolitiker i Malmö (2006-2008), där han även var partiets valsamordnare och organisationssekreterare. Mellan 2007 och 2008 var han ledamot av Miljöpartiets partistyrelse. 2010 blev han ledamot av kommunfullmäktige i Stockholms stad. Han har även varit språkrörssekreterare hos Miljöpartiets tidigare språkrör Maria Wetterstrand.

### Partisekreterare i Miljöpartiet
Wallner valdes den 20 maj 2011 till partisekreterare i Miljöpartiet, vid partiets kongress i Karlstad.
Wallner meddelade i november 2015 att han skulle avgå som partisekreterare i Miljöpartiet vid partiets kongress våren 2016. 2016 sade Peter Eriksson, som var partiets språkrör 2002–2011, att planeringen inför valrörelsen 2014, för vilken Wallner var ansvarig, resulterade i det dåliga valresultatet och att det berodde på för snäva målgrupper och ytlig kommunikation.

## Skribent och debattör
Wallner medverkade i antologin Tänk grönt som utgavs av Cogito 2011. Där berättar han att det var på grund av de stora framtidsfrågorna miljö,  fred och solidaritet som han gick med i Miljöpartiet från början, men även för att partiet hade engagemang i feminism och queerfrågor.

## Övrigt
I maj 2011 blev Wallner allvarligt knivskuren på en tunnelbanestation i Stockholm.